# José Amador de los Ríos
José Amador de los Ríos y Serrano (Baena, 1 de enero de 1816-Sevilla, 17 de febrero de 1878) fue un historiador, crítico literario y arqueólogo español.

## Biografía
José Amador de los Ríos y Serrano nació el 1 de enero de 1816 en Baena, hijo de María del Carmen Serrano y del escultor José de los Ríos. Creció en el seno de una familia de clase media muy culta. Su hermano menor fue Demetrio de los Ríos, arquitecto y arqueólogo, padre de la escritora Blanca de los Ríos y Nostench.
Estudió en Córdoba Humanidades y Filosofía en el Colegio de la Asunción y en el Seminario Conciliar de San Pelagio. 
En 1832 el padre se emplea como escultor de los Reales Sitios y la familia se traslada a Madrid. Prosigue sus estudios en los Reales Estudios de San Isidro y se matricula en la Real Academia de Bellas Artes de San Fernando para aprender pintura con Federico de Madrazo. Por entonces escribe poesía y lee las crónicas españolas y la Historia de Juan de Mariana. Estudia las lenguas francesa e italiana y literatura en el Ateneo madrileño con José Madrazo y Alberto Lista, en cuyas clases sobre teatro del curso de 1836-37 concibió la idea de elaborar una Historia de la Literatura Española que publicó en 1841-42 traduciendo y ampliando la parte española de la Histoire de la Littérature du Midi (París 1813) del suizo Simonde de Sismondi.
Al morir Fernando VII en 1833, su padre, un hombre inquieto que emprendió y acabó la carrera de ayudante de Caminos a los cuarenta y siete años, hubo de trasladarse de nuevo en 1837 a Sevilla. En esta ciudad, José Amador exploró los fondos de la Biblioteca Colombina investigando todo tipo de códices históricos y literarios. Asimismo participó en tertulias y publicó una Colección de poesías escogidas y merced a Manuel María del Mármol, su maestro y mentor sevillano, fue nombrado académico honorario de la Real Academia Sevillana de Buenas Letras en 1839. Ese mismo año había publicado su primer libro, Colección de poesías escogidas, con Juan José Bueno. 
En 1840 se casó con María Juana Fernández de Villalta, con quien tendría cuatro hijos y una hija, Isabel Matilde, casada con Francisco Fernández y González, erudito y rector de la Universidad Central de Madrid. Los otros cuatro son Alfonso; Gonzalo, Ramiro Rodrigo, escritor, historiador, orientalista, abogado, académico, director del Museo Arqueológico, profesor de la Facultad de Derecho y de la Academia de Jurisprudencia.
En 1842 es nombrado socio de la Sociedad de Amigos del País de Baena y la Real Sociedad Patriótica de Córdoba y su reino lo acoge como socio en 1844. Ese año publica Sevilla pintoresca, que recoge los monumentos más importantes de la ciudad, y estrena Empeños de amor y honra, una comedia. En 1845 publica Toledo pintoresca y como oficial primero de la Dirección del Plan de Estudios, impulsando la creación de institutos de segunda enseñanza por todas las provincias españolas.

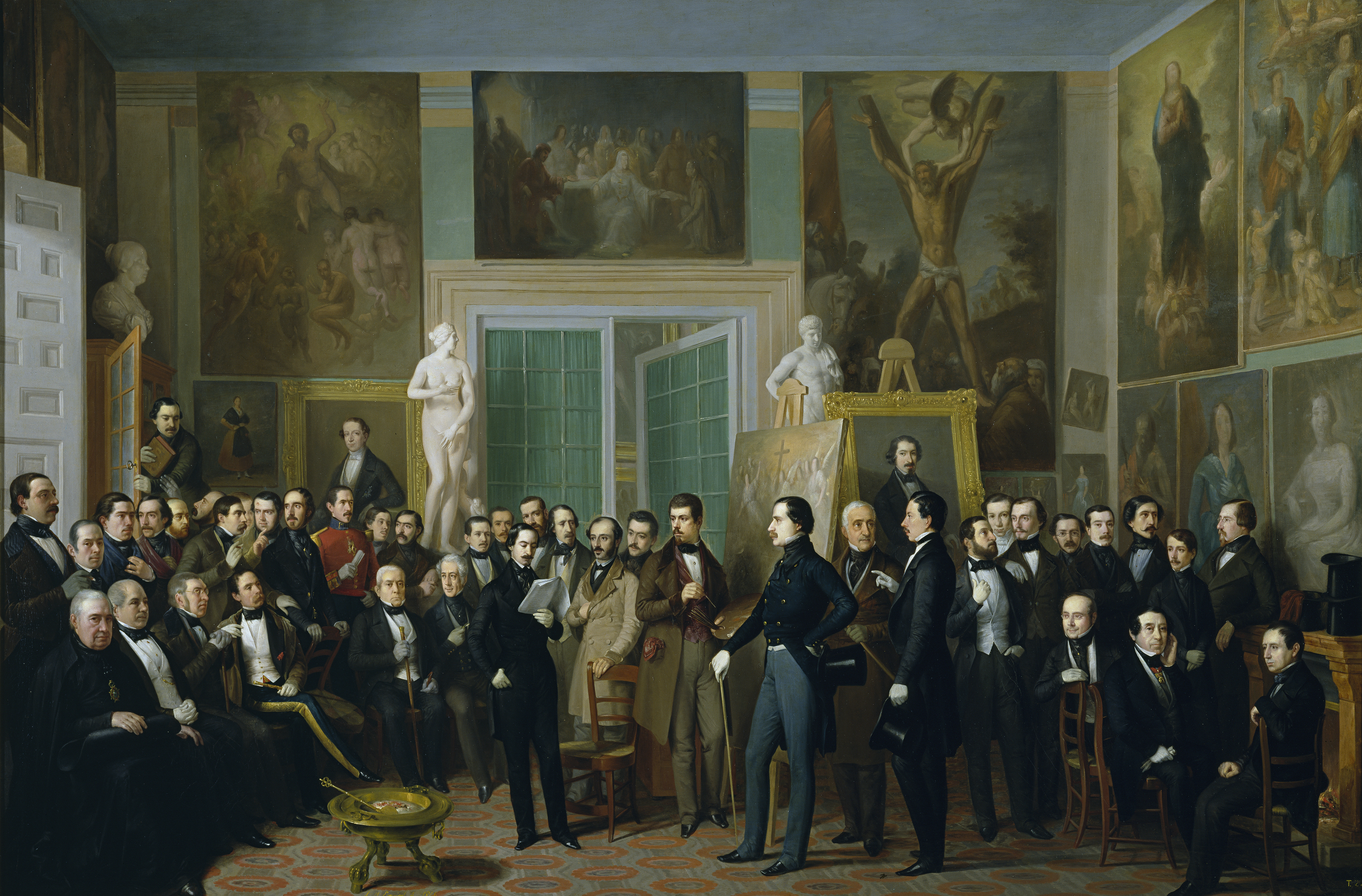
José Amador de los Ríos fue retratado en Los Poetas contemporáneos (1846), por Antonio María Esquivel, Museo del Prado, Madrid

José Amador comienza su carrera docente en 1848, año en el que consiguió la Cátedra de Literatura de la Facultad de Filosofía y Letras de la Universidad Central de Madrid, donde tuvo por discípulos a Antonio Cánovas del Castillo, Emilio Castelar, José Canalejas, Leopoldo Alas "Clarín" o Marcelino Menéndez Pelayo. 
También en 1848 publica Estudios históricos, políticos y literarios sobre los judíos de España, que es traducida a varios idiomas. Es elegido académico de número de la Real Academia de la Historia. Con apoyo de personalidades como Pedro José Pidal (1800-1865), a la sazón ministro de Gobernación, y de su amigo y protector Ángel de Saavedra, duque de Rivas, es nombrado secretario de la Comisión Central de Monumentos, que irá acompañada de la publicación de la mayoría de sus más de cuarenta y seis extensos volúmenes. Amista con Juan Valera, su antiguo mentor Alberto Lista, Alejandro Dumas, Alejandro Herculano, Prosper Merimée.
Doctor en literatura en 1850, en 1851 la Real Academia de la Historia le encarga la edición de la Historia general y natural de las Indias, islas y tierra firme del mar Océano de Gonzalo Fernández de Oviedo, que concluyó en 1856. Edita además las Obras de Don Iñigo López de Mendoza, Marqués de Santillana, con biografía, notas y comentarios en cuatro volúmenes, que termina de publicar en 1855. En 1853 es nombrado catedrático de Literatura extranjera por el Ministerio de Gracia y Justicia y en 1856 es nombrado censor de teatros, cargo que ocupa gratuitamente por espacio de cinco años hasta 1861. 
Fue nombrado decano de la Universidad Central en 1857, lo que aprovechó para realizar algunos viajes por archivos y bibliotecas nacionales y extranjeras. Fue elegido vicerrector en 1867 y rector en 1868, cargo del que fue apartado por «La Gloriosa» durante poco tiempo, pues fue repuesto en su cátedra a los dos años. También fue inspector general de Instrucción Pública entre 1856 y 1861. Este último año publicó el primer volumen de su Historia crítica de la literatura española, dedicado a la literatura latina y a la poesía de época visigoda y costeada por la reina Isabel II, con la que tenía frecuentes audiencias. En 1859 entra a formar parte de la Real Academia de Bellas Artes de San Fernando con un discurso «De la arquitectura mudéjar», en que se emplea por vez primera el término para clasificar un tipo de arte que ya apuntaba en su Toledo pintoresca (1845). 
En 1860 inicia la obra Historia de la Villa y Corte de Madrid en cuatro volúmenes, el último de 1864, junto con Juan de Dios de la Rada y Delgado y Cayetano Rosell. 
Miembro de la Unión Liberal, participó en la política activa: fue diputado a Cortes por Almería en 1863, aunque solo ejerció menos de un año. 
En 1868 fue elegido director del Museo Arqueológico Nacional, aunque dimitió tras «La Gloriosa» al ser destituido el 4 de diciembre como rector de la Universidad; su hijo Rodrigo ocuparía después ese puesto. Aprovecha para empezar su Historia social, política y religiosa de los judíos en España y Portugal, que saldría publicada en 1875-76 en tres volúmenes. En 1870 es devuelto a su cátedra en la Universidad por mediación de Juan Valera, nombrado director de Instituciones Públicas. En 1874 es nombrado inspector general de Instrucción Pública. En 1876 mueren sus hijos Alfonso y Gonzalo. Participa como socio fundador en la Sociedad Geográfica de Madrid, pero su salud está muy quebrantada y el médico le ordena abandonar su trabajo desenfrenado; abandona pues Madrid y marcha sucesivamente a Córdoba, Málaga y Sevilla. Fallece la mañana del 17 de febrero y es enterrado en la capilla de la Universidad Hispalense. 
Fue un hombre polifacético (poeta más bien mediocre, autor de tres dramas históricos, traductor) pero es más bien conocido como historiador de la literatura hispánica antigua, historiador del arte y arqueólogo. Fue también pintor aficionado.
Su Historia crítica de la literatura española en siete volúmenes (1861-1865) abarca desde los autores latinos nacidos en España hasta la época de los Reyes Católicos. Siguiendo una metodología positivista, acumula datos, documentos y textos, así como juicios críticos. Fue utilizada fundamentalmente por Marcelino Menéndez Pelayo. En una introducción escribe que emprendió esa tarea movido por un palpable vacío en cuanto a la existencia de una historia literaria española y resume las principales corrientes europeas de esa disciplina en aquel momento.

## Actividad arqueológica y artística

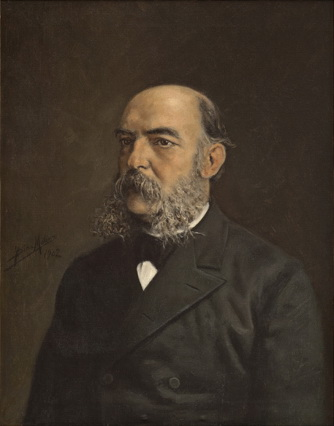
Amador de los Ríos.

Amador de los Ríos desarrolló una amplia labor en el ámbito del patrimonio arqueológico y artístico. En 1839 representó a la Academia Sevillana en las excavaciones de Itálica que dirigía otro miembro de la misma, Ivo de la Cortina. Prolongadas durante cinco años, este fue destituido y Amador de los Ríos quiso hacerse cargo de las mismas.
Publicó la ya citada Sevilla pintoresca (1844), paseo por los monumentos más importantes de esta ciudad, y escribió una obra que se conserva manuscrita en el Museo Arqueológico de Sevilla: Italica: Historia de esta ciudad famosa, desde su fundación hasta nuestros días, con todos sus descubrimientos (1845). 
En 1846 se añadió como dibujante a las excavaciones su hermano Demetrio de los Ríos, recién licenciado en Arquitectura. Este se encargó entre 1860 y 1875 de las excavaciones y publicó una Memoria arqueológico-descriptiva del anfiteatro de Itálica (1862), en la que incluyó también dibujos de Ivo de la Cortina y de su hermano José.
En 1848 publica Estudios históricos, políticos y literarios sobre los judíos de España y es nombrado académico de número de la Real Academia de la Historia, en cuya Comisión de Antigüedades participó activamente junto a Aureliano Fernández Guerra y Eduardo Saavedra entre otros. En 1858 ingresó también en la Real Academia de Bellas Artes de San Fernando con un discurso (De la arquitectura mudéjar) en cuyo título introdujo el concepto de arte mudéjar, definido previamente por él en su obra Toledo pintoresca (1845) para designar el arte de los cristianos en tierras musulmanas.

### Tesoro de Guarrazar
Su intervención fue decisiva en 1859 para retornar el tesoro visigodo de Guarrazar (Toledo), vendido a Francia sin permiso del Estado español. Además ordenó practicar excavaciones en el lugar del hallazgo y allí se descubrió la inscripción funeraria en la que, con Aureliano Fernández-Guerra, identificó unos versos de Eugenio de Toledo. Con estas experiencias redactó El arte latino-bizantino en España y las coronas visigodas de Guarrazar: Ensayo histórico crítico (Madrid 1861), en parte como respuesta a la Description du Trésor de Guarrazar  publicada un año antes por Ferdinand de Lasteyrie en la que este defendía que la técnica del cloisonné era extraña a la Península. Además, identificó con Pedro de Madrazo y Kuntz el nombre del monarca visigodo Suintila en una de las coronas.

### Museo Arqueológico Nacional
Colaboró con Juan de Dios de la Rada en una Historia de la Villa y Corte de Madrid. Allí reivindicó de paso la creación de un Museo Nacional de Antigüedades, puesto que los gabinetes de la Biblioteca Nacional y de la Real Academia de la Historia ya no eran suficientes. Emil Hübner, que estaba en España recogiendo inscripciones epigráficas latinas, apoyó el proyecto y el Museo Arqueológico Nacional fue creado al fin en 1867. Un año después José Amador fue designado su director, aunque como ya se ha dicho tuvo que dimitir a causa de la revolución de 1868.

## Obras
- Colección de poesías escogidas (Sevilla, 1839).
- Historia de la literatura española escrita en francés por Sismonde [sic] de Sismondi ; principiada a traducir, anotar y completar por José Lorenzo Figueroa y proseguida por José Amador de los Ríos (Sevilla: Imprenta de Álvarez y Compañía, 1841-1842).
- Sevilla pintoresca o Descripción de sus más célebres monumentos artísticos... teniendo presentes los apuntes de Juan Colom y Colom... ornada con... vistas de los principales edificios, dibujadas por Joaquín Domínguez Becquer y Antonio Brabo (Sevilla: Francisco Álvarez, 1844).
- Toledo pintoresco o Descripción de sus más célebres monumentos (Madrid: Ignacio Boix, 1845).
- Italica: Historia de esta ciudad famosa, desde su fundación hasta nuestros días, con todos sus descubrimientos (manuscrito de 1845).
- Estudios históricos, políticos y literarios sobre los judíos de España (1848).
- Edición de las Obras de Don Iñigo López de Mendoza, Marqués de Santillana (con biografía, notas y comentarios en cuatro volúmenes, que termina de publicar en 1855).
- El arte latino-bizantino en España y las coronas visigodas de Guarrazar: Ensayo histórico crítico (Madrid: Imprenta Nacional, 1861).
- Con Juan de Dios de la Rada y Delgado y Cayetano Rosell, Historia de la Villa y Corte de Madrid (1861, segunda edición en 1867).
- Historia crítica de la literatura española (7 vols., 1861-1865).
- Historia social, política y religiosa de los judíos en España y Portugal (3 vols., 1875-1876).
- La Casa-Lonja de Valencia del Cid (Madrid: José Gil Dorregaray, 1876).
- Estudios monumentales y arqueológicos (1877).
- La Cámara Santa de la catedral de Oviedo y sus más antiguos monumentos artístico-industriales (Madrid: José Gil Dorregaray, 1877).
- El monasterio de San Juan de los Reyes en Toledo (Madrid: José Gil Dorregaray, 1877).
- Mosaicos gentílicos, mosaico de Galatea en Elche (Madrid: José Gil Dorregaray, 1877).
- Monumentos latino-bizantinos de Mérida (Madrid: José Gil Dorregaray, 1877).
- Ermita de Santa Cristina en el concejo de Pola de Lena (Asturias) (Madrid: José Gil Dorregaray, 1877).
- Iglesias de San Salvador de Val-de-Dios y parroquial de San Salvador de Priesca en el Concejo de Villaviciosa (Asturias) (Madrid: José Gil Dorregaray, 1877).
- Iglesia de San Miguel de Lillo y Palacio de Ramiro I, actualmente destinado á iglesia parroquial bajo el nombre de Santa María del Naranco (Asturias, Concejo de Oviedo) (Madrid: José Gil Dorregaray, 1877).
- Puerta Antigua de Bisagra en Toledo (Madrid: José Gil Dorregaray, 1877).
- Primeros monumentos religiosos del arte mahometano en Toledo: mezquitas llamadas del Santo Cristo de la Luz y de las Tornerías (Madrid: José Gil Dorregaray, 1877).
- Tríptico-Relicario del Monasterio Cisterciense de Piedra en Aragón (Madrid, 1877).
- Con su hijo Rodrigo Amador de los Ríos y Villalta, Monumentos latino-bizantinos de Córdoba (Madrid, 1879).
- Memoria histórico-crítica sobre las tréguas celebradas en 1439 entre los Reyes de Castilla y de Granada leída en... la Real Academia de la Historia (Madrid: Real Academia de la Historia, 1879).
- Poesías de Don José Amador de los Ríos (prólogo de Juan Valera, Madrid: Imp. y Librería de Eduardo Martínez, 1880).
- Revisión y edición de la Historia general y natural de las Indias, islas y tierra firme del mar océano, escrita originalmente por Gonzalo Fernández de Oviedo y Valdés en el siglo XVI, por cuenta de la Real Academia de la Historia (1854).